# Moncla
Moncla ist eine französische Gemeinde mit 85 Einwohnern (Stand 1. Januar 2022) im Département Pyrénées-Atlantiques in der Region Nouvelle-Aquitaine (vor 2016: Aquitanien). Die Gemeinde gehört zum Arrondissement Pau und zum Kanton Terres des Luys et Coteaux du Vic-Bilh (bis 2015: Kanton Garlin).
Die Bewohner der Gemeinde werden Monclanais und Monclanaises genannt.

## Geographie
Moncla liegt circa 40 Kilometer nördlich von Pau in der Region Vic-Bilh der historischen Provinz Béarn an der nördlichen Grenze zu den benachbarten Départements Landes und Gers.
Umgeben wird der Ort von den Nachbargemeinden:
| Sarron (Landes) | Projan (Gers)                               | Verlus (Gers) |
| Garlin          | Kompassrose, die auf Nachbargemeinden zeigt | Portet        |
|                 | Castetpugon                                 |               |

Moncla liegt im Einzugsgebiet des Flusses Adour. Der Lées und sein gleichnamiger Nebenfluss Lées durchqueren das Gebiet der Gemeinde ebenso wie die weiteren Nebenflüsse, die Boulise und der Ruisseau de Lauret, die im Gemeindegebiet in den (erstgenannten) Lées münden.

## Geschichte
Eine Population hat sich früh auf dem Landstrich auf einer Anhöhe zwischen den Tälern der Flüsse Lées eingestellt, wie der Fund von zwei Hügelgräbern unterstreicht. Die Besiedelung blieb bestehen, da die Römerstraße von Vicus Julii (Aire-sur-l’Adour) nach Oppidum Novum (Lourdes) nahe der heutigen Gemeinde vorbeiführte. Im Mittelalter wuchs die Gemeinde auf einer quadratisch angelegten Motte. Bei der Volkszählung im Jahre 1385 wurden in Moncla vier Haushalte gezählt und die Zugehörigkeit zur Bailliage von Lembeye vermerkt. Trotz der moderaten Größe gab es eine Grundherrschaft und ein Laienkloster, die direkt dem Vicomte von Béarn unterstellt waren.
Toponyme und Erwähnungen von Moncla waren:
- Mont-Clar (1343, Manuscript von 1343),
- Monclar (1385, Volkszählung im Béarn),
- Mont-Claa (1487, Register der Betriebe im Béarn),
- Monclaa (1548, Manuskriptsammlung des 16. bis 18. Jahrhunderts) und
- Moncla (1750, Karte von Cassini).[3][4]

### Einwohnerentwicklung

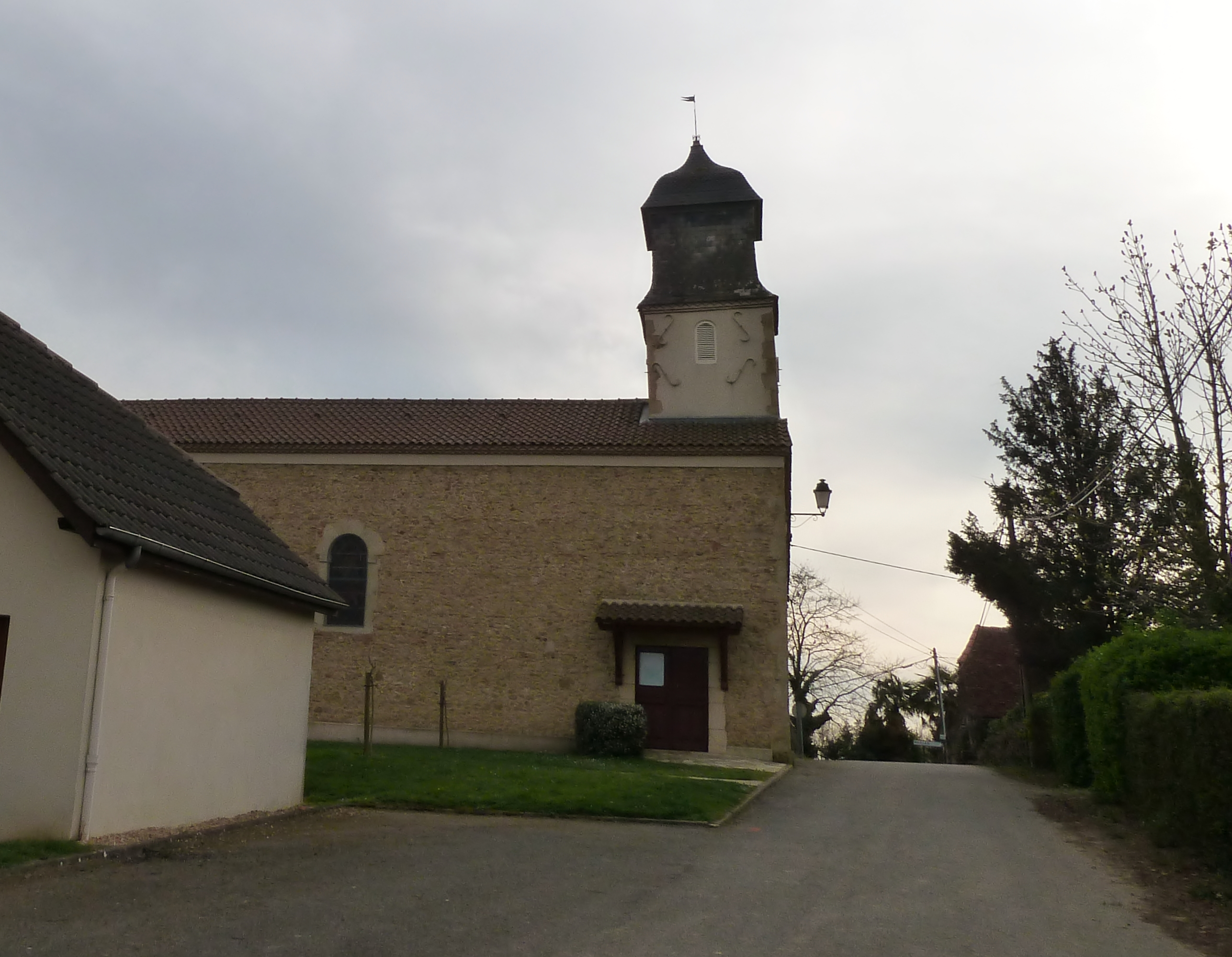
Pfarrkirche Saint-Etienne

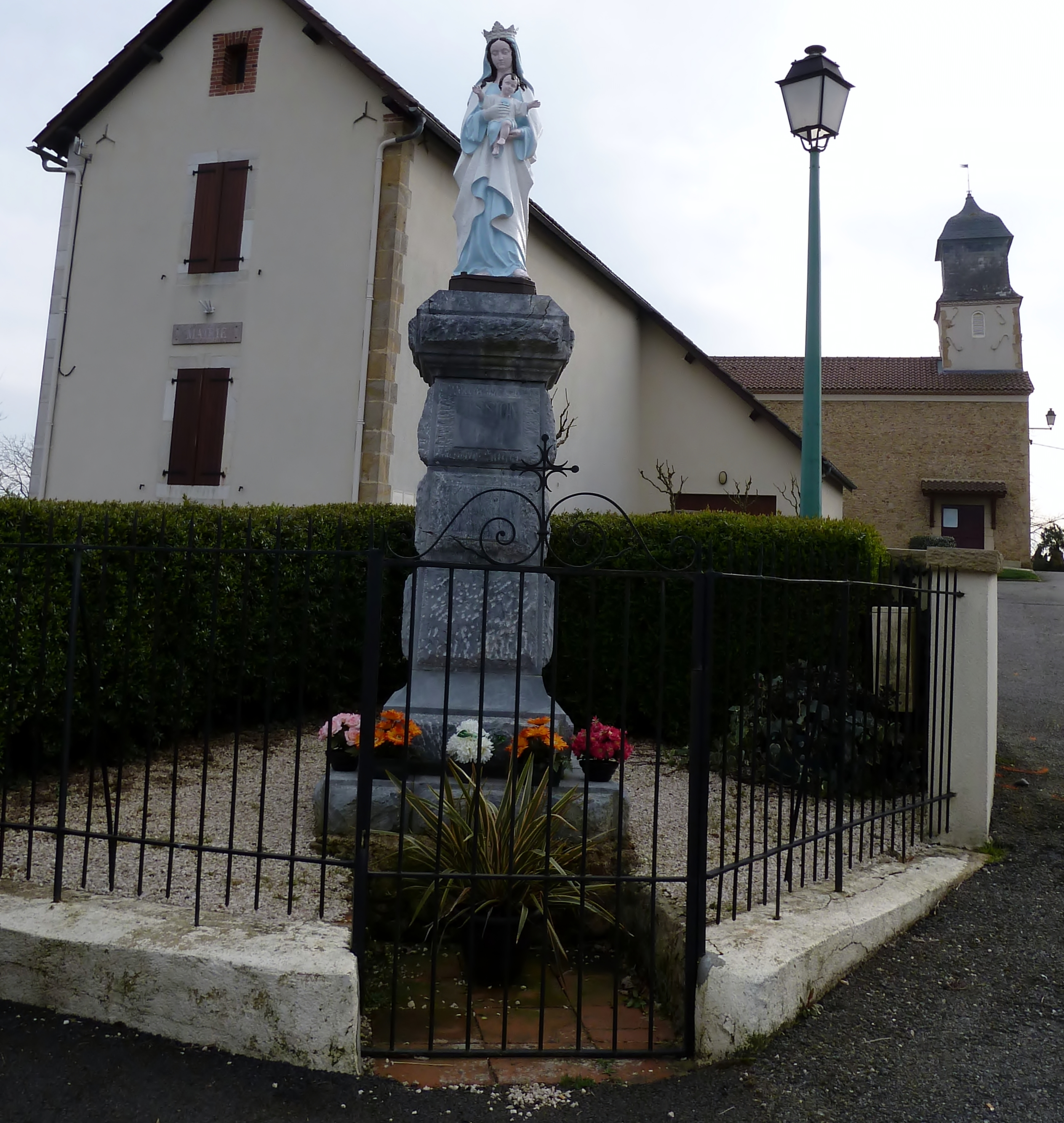
Marienstatue

Nach einem Höchststand der Einwohnerzahl von rund 360 zu Beginn des 19. Jahrhunderts reduzierte sich die Zahl bei kurzen Erholungsphasen bis zu den 1980er Jahren auf rund 90, bevor sich die Größe der Gemeinde auf einem Niveau von rund 100 Einwohnern stabilisierte, das bis heute gehalten wird.
| Jahr      | 1962 | 1968 | 1975 | 1982 | 1990 | 1999 | 2006 | 2009 | 2022 |
| --------- | ---- | ---- | ---- | ---- | ---- | ---- | ---- | ---- | ---- |
| Einwohner | 120  | 115  | 112  | 91   | 107  | 101  | 101  | 103  | 85   |

## Sehenswürdigkeiten
- Pfarrkirche, gewidmet dem heiligen Stephanus. Sie wurde 1850 als Ersatz für eine frühere Pfarrkirche gebaut, weil diese als zu abgelegen empfunden wurde. Die Datierung wird durch eine entsprechende Jahreszahl auf der Inschrift auf dem Bogen über dem westlichen Eingang unterlegt. Trotz des relativ jungen Alters sind traditionelle Baustoffe, wie Kieselsteine und Schiefer, beim Bau verwendet worden. Der Glockenturm trägt eine Haube, das Langhaus birgt zwei Kirchenschiffe. Die vier Glasfenster zeigen als Motive Mariä Aufnahme in den Himmel und die Heiligen Stefan, Leo und Josef. Sie sind Werke des Glasmalers Louis-Victor Gesta und der Glasmalerei Mauméjean aus dem späten 19. Jahrhundert. Viele weitere Ausstattungsgegenstände stammen aus dem 18. und 19. Jahrhundert und sind als nationale Kulturgüter registriert.[8][9]

- Schloss von Moncla, Sitz der Grundherrenfamilie von Moncla. Die Grundherrschaft gehörte zunächst der Familie Saintes-Colome, dann der Familie de Forgues. Anschließend gelangte sie über eine Heirat zu Galactoire de Marca, Sohn des Béarner Historikers Pierre de Marca, der sie 1653 an David de Benquet verkaufte, dessen Familie sie bis zur Französischen Revolution behielt. Das heutige Gebäude wurde in der ersten Hälfte des 17. Jahrhunderts errichtet, in der zweiten Hälfte des 19. Jahrhunderts vergrößert und stark umgestaltet. Das Gebäude mit zwei Stockwerken und einem Dachboden ist aus verschiedenen Materialien gebaut, wie z. B. Sandstein, Kieselsteine, Bruchsteine. Zum Schloss gehören ein Garten, ein Pferdestall, ein Schuppen, eine Scheune, ein Kuhstall, ein Geflügelstall, ein Schweinestall und mehrere Brunnen.[10][11]

- Marienstatue. Neben dem Rathaus von Moncla thront eine Marienstatue aus dem 19. Jahrhundert auf einem Sockel. Sie ist Ausdruck der verstärkten Marienverehrung im Béarn als Folge der Marienerscheinungen im nahe gelegenen Lourdes. Das Ungewöhnliche ist, dass sie neben dem Jesuskind eine Krone trägt. Die christlichen Symbole von Zärtlichkeit und der Eigenschaft als Königin der Kirche und der Gläubigen werden in der Kunst nicht oft in einem Werk zusammen dargestellt.[12]

## Wirtschaft und Infrastruktur

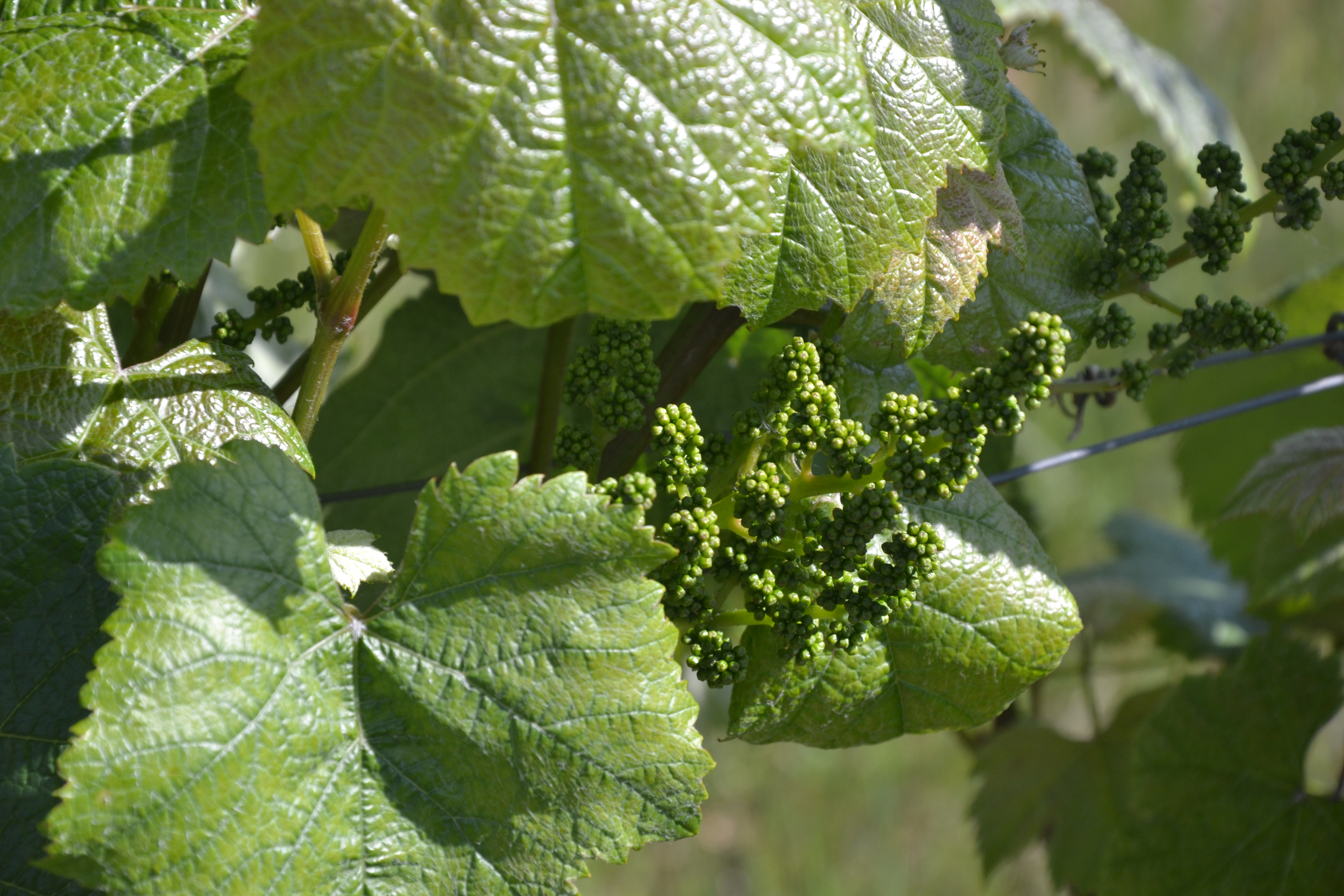
Weinrebe der AOC Pacherenc du Vic-Bilh

Die Landwirtschaft ist traditionell der wichtigste Wirtschaftsfaktor der Gemeinde. Moncla liegt in den Zonen AOC der Weinanbaugebiete des Béarn, Madiran und Pacherenc du Vic-Bilh.

### Verkehr
Moncla wird durchquert von der Route départementale 143 (Gers: 101).